# Talk (Lied)
Talk (englisch für „Gespräch“) ist ein Lied der britischen Rockband Coldplay, das im Juni 2005 erschien.

## Entstehung und Veröffentlichung
Das Lied wurde von den Coldplay-Mitgliedern Guy Berryman, Jonny Buckland, Will Champion und Chris Martin geschrieben sowie produziert. Es basiert auf einem Motiv aus Kraftwerks Computer Liebe (Mai 1981), wodurch die Autoren Karl Bartos, Ralf Hütter und Emil Schult ebenfalls Urheber von Talk sind. Bei der Produktion wurde die Band von Danton Supple unterstützt. Coldplay hatte monatelang Schwierigkeiten mit dem Klang des Titels. Sie waren skeptisch, als sie beschlossen, Talk tatsächlich zu veröffentlichen. Während den Aufnahmen verwarf die Band Unmengen von Material, nachdem das Lied ordnungsgemäß abgemischt worden war, entschied man sich doch zur Veröffentlichung, nachdem diese zwischenzeitlich ausgesetzt wurde. Auf die Frage von NME, nach der Entwicklung des Liedes, sagte Frontmann Martin: „Aus dieser Version [die NME.com hörte, als er die Band im Studio besuchte] haben wir eine ganz andere Version gemacht. Ein ganz anderes Lied. Was mit dem Titel ‚Talk‘ passierte, war, dass alles großartig lief und dann sagte jemand ‚Das sollte die erste Single sein‘ und wir flippten alle aus und verwarfen alles. […] Wir haben ihn gerade abgemischt und er klingt großartig. Ich glaube, wir hatten solche Schmerzen, um an diesen Punkt zu gelangen, dass ich nicht sicher bin, ob irgendjemand noch weiß, was er damit anfangen soll. Als wir es richtig abgemischt gehört haben, klang es mega.“ Eine der Demoaufnahmen wurde Anfang 2005 ins Internet gestellt.
Die Erstveröffentlichung von Talk erfolgte am 3. Juni 2005 bei Parlophone, als Teil von Coldplays dritten Studioalbum X&Y (Katalognummer: 4747862). Am 2. Dezember desselben Jahres erschien das Lied als dritte Singleauskopplung aus dem Album (Katalognummer: 3490932). Diese erschien weltweit in verschiedenen CD-Ausführungen, die sich durch die Anzahl und Auswahl der B-Seiten unterscheiden. Im März 2006 erschien unter anderem ein Remix von Jacques Lu Cont, der kommerzielle Erfolge feierte. Um das Lied zu bewerben, erfolgten unter anderem Liveauftritte bei den MTV Europe Music Awards 2005, den Juno Awards 2006 und bei den Grammy Awards 2006.

## Inhalt und Stil

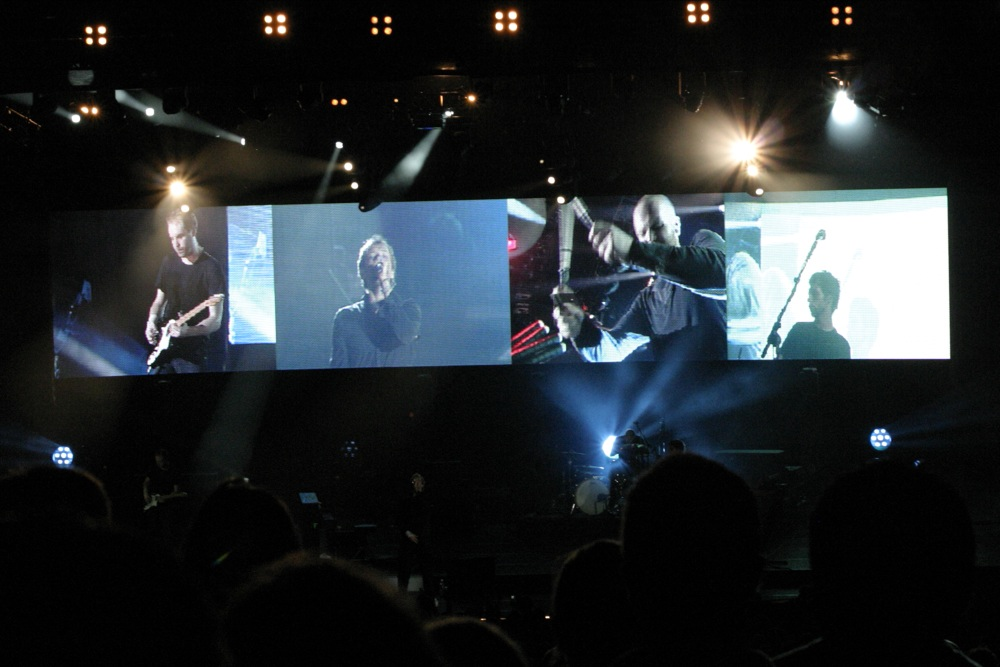
Coldplay mit Talk während ihrer Twisted Logic Tour (2005).

Die Band erhielt von der deutschen Elektropop- und Krautrock-Band Kraftwerk die Erlaubnis, hierfür das Hauptriff von Computer Liebe zu verwenden, wobei die Synthesizer durch Gitarren ersetzt wurden. In einem Track-by-Track, das die Band auf X&Y gab, berichtete Bassist Berryman, dass Kraftwerk-Gründungsmitglied Hütter auf die Anfrage der Band hin „so etwas sagte wie: ‚Ja, ihr könnt es verwenden, und vielen Dank, dass ihr mich um Erlaubnis gefragt habt, im Gegensatz zu diesem Bastard Jay-Z‘“ (eine Anspielung auf dessen (Always Be My) Sunshine, das ein Kraftwerk-Sample enthält). Martin erinnerte sich 2007 in einem Artikel im Q-Magazin auch an den Prozess des Einholens der Erlaubnis zur Verwendung der Melodie: Er schickte einen Brief über die Anwälte der jeweiligen Parteien und erhielt einige Wochen später einen Umschlag mit einer handschriftlichen Antwort, in der einfach „Ja“ stand.
Das Lied beginnt mit einem dunklen, trostlosen Synthesizer-Beat, der an „heulenden Wind“ erinnere, während im Hintergrund E-Gitarren-Riffs zu hören sind. Diese langsame Einleitung stellt die Weichen für das „hypnotische“ Tempo des Titels, zu dem Champion während des gesamten Stücks einen „metronomischen“ Schlagzeugbeat beisteuert. Die Haupthook, die von Computer Love inspiriert ist, wird von Bucklands E-Gitarren-Riffs über weite Strecken des Stücks wiederholt. Buckland verwendet die Hookline auch als läutende Note für rauere Riffs während der Bridge (oder Breakdown) gegen Ende des Stücks. Während der Refrains und vor dem Beginn der Bridge ist ein Streichersatz zu hören. Berryman spielt auch Uptempo-Basslinien, um das Tempo des Stücks zu ergänzen, mit langsameren, raueren Riffs während der Strophen und der Bridge des Liedes.

## Musikvideo
Das Musikvideo zu Talk wurde vom niederländischen Filmemacher Anton Corbijn gedreht. Die Dreharbeiten für das Video fanden am 5. und 6. November 2005 in den Ealing Studios in London statt. Das Schwarz-Weiß-Video erinnert an ein B-Movie-Science-Fiction-Thema, mit Bildern, die von einer fliegenden Untertasse bis zu 3D-Brillen reichen. Das Video zeigt die Band als Astronauten, die auf einem fremden Planeten landen, wo sie einen riesigen, schlafenden Roboter entdecken und eines seiner Einstellräder nehmen, bevor sie ihn wieder aktivieren. Sie spielen Musik für den Roboter und der Roboter findet ein riesiges roboterförmiges Loch in einem Berg, wo er sich darauf vorbereitet, wieder zu schlafen. Die Band verabschiedet sich von dem Roboter und beginnt, mit ihrem Raumschiff wegzufliegen. Doch als der Roboter herunterfährt, bemerkt er, dass eines seiner Zifferblätter fehlt, wird wütend und greift mit einem Traktorstrahl nach dem Raumschiff. Der Roboter frisst die Band und ihr Raumschiff und geht pfeifend davon.

## Rezeption

### Bestenlisten und Preise
Der Remix Talk (Thin White Duke Mix) von Jacques Lu Cont gewann bei der Grammy-Verleihung 2007 in der Kategorie „Best Remixed Recording, Non-Classical“. Talk wurde außerdem für einen Grammy in der Kategorie „Best Rock Performance by a duo or Group with Vocals“ nominiert.
RTÉ Gold setzte das Lied auf Platz 42 ihrer Liste der „100 besten Songs, die Samples verwenden“.

### Rezensionen
In der PopMatters-Rezension des Albums schrieb Adrian Begrand: „Es ist das exzellente und viel besprochene ‚Talk‘, in dem die Band enorme Kreativität zeigt, direkt in den Krautrock der mittleren 70er Jahre eintaucht und einen großartigen Popsong zusammensetzt.“ Bud Scoppa vom Paste Magazine schrieb: „‚Talk‘ ragt als Hymne aus einem Album voller Hymnen heraus.“ Dan Tallis der BBC bemerkte, dass der Track „fantastisch“ und „geradezu gigantisch“ sei. Jonathan Keefe vom Slant Magazine schrieb: „‚Talk‘ hat eine der einprägsamsten Melodien des Albums, aber seine Wirkung wird durch die Struktur des Songs geschmälert, in dem die Leadgitarre Martins Gesangsmelodie nach jeder Zeile wiederholt, so dass diese Melodie schon vor dem ersten Refrain ermüdend wird.“ Trotz der positiven Resonanz auf „Talk“ hat Martin erklärt, dass Berryman den Song nicht mag und sie ihn deshalb nicht mehr live spielen.

### Mediale Verwendung
Das Lied wurde auch als Grundlage für einen herunterladbaren Hoax-Track mit dem Titel „Talk to David“ verwendet, der von der britischen Zeitung The Guardian als Aprilscherz produziert wurde. Der Text enthielt eine angebliche Unterstützung für den Vorsitzenden der konservativen Oppositionspartei David Cameron.

## Kommerzieller Erfolg

### Chartplatzierungen
Talk avancierte zum Nummer-eins-Hit in den Niederlanden, oder auch zum Top-10-Hit in Spanien (Rang 8) und dem Vereinigten Königreich (Rang 10).
| ChartsChartplatzierungen       | Höchstplatzierung | Wochen |
| ------------------------------ | ----------------- | ------ |
| Deutschland (GfK)              | 29 (14 Wo.)       | 14     |
| Österreich (Ö3)                | 24 (19 Wo.)       | 19     |
| Schweiz (IFPI)                 | 28 (28 Wo.)       | 28     |
| Vereinigte Staaten (Billboard) | 86 (6 Wo.)        | 6      |
| Vereinigtes Königreich (OCC)   | 10 (14 Wo.)       | 14     |

### Auszeichnungen für Musikverkäufe
| Land/Region                  | Auszeichnungen für Musikverkäufe (Land/Region, Auszeichnung, Verkäufe) | Verkäufe |
| ---------------------------- | ---------------------------------------------------------------------- | -------- |
| Vereinigtes Königreich (BPI) | Silber                                                                 | 200.000  |
| Insgesamt                    | 1× Silber ·                                                            | 200.000  |

Hauptartikel: Coldplay/Auszeichnungen für Musikverkäufe